# Premi al millor guió (Festival de Canes)
El Premi al millor guió (francès: Prix du scénario) del Festival de Cannes es va començar a lliurar el 1949. França i els Estats Units són els països que registren més guanyadors amb un total de sis, seguits per Itàlia (4 guanyadors) i el Regne Unit (3 guanyadors). Alguns guionistes guardonats amb aquest premi i que van aconseguir la celebritat com a directors són Pier Paolo Pasolini, Steven Spielberg, Ettore Scola o Pedro Almodóvar. En un total de deu ocasions el premi s'ha declarat desert.

## Llista de guanyadors
| Any      | Pel·lícula                                      | Guionista                                                         | País                 |
| -------- | ----------------------------------------------- | ----------------------------------------------------------------- | -------------------- |
| 1949     | Lost Boundaries                                 | Alfred L. Werker                                                  | Estats Units         |
| 1950     | (Desert)                                        |                                                                   |                      |
| 1951     | The Browning Version                            | Terence Rattigan                                                  | Regne Unit           |
| 1952     | Guardie e ladri                                 | Piero Tellini                                                     | Itàlia               |
| 1953-57  | (Desert)                                        |                                                                   |                      |
| 1958     | Giovani Mariti                                  | Pier Paolo Pasolini, Massimo Franciosa i Pasquale Festa Campanile | Itàlia               |
| 1959- 62 | (Desert)                                        |                                                                   |                      |
| 1963     | Codine                                          | Dumitru Carabat, Henri Colpi i Yves Jamiaque                      | França               |
| 1964     | (Desert)                                        |                                                                   |                      |
| 1965     | La 317e Section                                 | Pierre Schoendoerffer                                             | França               |
| 1965     | Te Hill                                         | Ray Rigby                                                         | Regne Unit           |
| 1966     | (Desert)                                        |                                                                   |                      |
| 1967     | Jeu de massacre                                 | Alain Jessua                                                      | França               |
| 1967     | A Ciascuno il Suo                               | Elio Petri i Ugo Pirro                                            | Itàlia               |
| 1968     | (Cancel·lat pels esdeveniments del Maig del 68) |                                                                   |                      |
| 1969-73  | (Desert)                                        |                                                                   |                      |
| 1974     | The Sugarland Express                           | Steven Spielberg, Hal Barwood i Matthew Robbins                   | Estats Units         |
| 1975-79  | (Desert)                                        |                                                                   |                      |
| 1980     | La terrazza                                     | Furio Scarpelli, Agenore Incrocci i Ettore Scola                  | Itàlia               |
| 1981     | Mephisto                                        | István Szabó                                                      | Hongria              |
| 1982     | Moonlighting                                    | Jerzy Skolimowski                                                 | Polònia              |
| 1983     | (Desert)                                        |                                                                   |                      |
| 1984     | Voyage à Cythère                                | Thanassis Valtinos, Tonino Guerra i Theodoros Angelopoulos        | Grècia               |
| 1985-93  | (Desert)                                        |                                                                   |                      |
| 1994     | Grosse fatigue                                  | Michel Blanc                                                      | França               |
| 1995     | (Desert)                                        |                                                                   |                      |
| 1996     | Un héros très discret                           | Jacques Audiard i Alain Le Henry                                  | França               |
| 1997     | The Ice Storm                                   | James Schamus                                                     | Estats Units         |
| 1998     | Henry Fool                                      | Hal Hartley                                                       | Estats Units         |
| 1999     | Моlоch                                          | Aleksandr Sokúrov                                                 | Rússia               |
| 2000     | Perseguiet la Betty                             | James Flamberg i John C. Richards                                 | Estats Units         |
| 2001     | Ničija zemlja                                   | Danis Tanović                                                     | Bòsnia i Hercegovina |
| 2002     | Sweet Sixteen                                   | Paul Laverty                                                      | Regne Unit           |
| 2003     | Les Invasions barbares                          | Denys Arcand                                                      | Canadà França        |
| 2004     | Comme une image                                 | Agnès Jaoui i Jean-Pierre Bacri                                   | França               |
| 2005     | The Three Burials of Melquiades Estrada         | Guillermo Arriaga                                                 | Estats Units         |
| 2006     | Volver                                          | Pedro Almodóvar                                                   | Espanya              |
| 2007     | Auf der anderen Seite                           | Fatih Akin                                                        | Alemanya Turquia     |
| 2008     | Le Silence de Lorna                             | Jean-Pierre i Luc Dardenne                                        | Bèlgica              |
| 2009     | Spring Fever                                    | Mei Feng                                                          | R.P. de la Xina      |
| 2010     | Poetry (시)                                     | Lee Chang-dong                                                    | Corea del Sud        |
| 2011     | Hearat Shulayim                                 | Joseph Cedar                                                      | Israel               |
| 2012     | După dealuri                                    | Cristian Mungiu i Tatiana Niculescu Bran                          | Romania              |
| 2013     | Tian Zhu Ding                                   | Jia Zhangke                                                       | R.P. de la Xina      |
| 2014     | Leviathan                                       | Andrej Zviàguintsev i Oleg Negin                                  | Rússia               |
| 2015     | Chronic                                         | Michel Franco                                                     | Mèxic                |
| 2016     | The Salesman                                    | Asghar Farhadi                                                    | Irán                 |
| 2017     | The Killing of a Sacred Deer                    | Yorgos Lanthimos & Efthymis Filippou                              | Grècia               |
| 2017     | You Were Never Really Here                      | Lynne Ramsay                                                      | Regne Unit           |
| 2018     | Lazzaro Felice                                  | Alice Rohrwacher                                                  | Itàlia               |
| 2018     | Trois Visages                                   | Jafar Panahi, Nader Saeivar                                       | Iran                 |
| 2019     | Portrait of a Lady on Fire                      | Céline Sciamma                                                    | França               |